# Campeonato de Australia 1938
Lista de los campeones del Abierto de Australia de 1938:

## Individual masculino
Don Budge (USA) d. John Bromwich (AUS),  6–4, 6–2, 6–1

## Individual femenino
Dorothy Bundy Cheney (USA) d. Dorothy Stevenson (AUS), 6–3, 6–2

## Dobles masculino
John Bromwich/Adrian Quist (AUS)

## Dobles femenino
Thelma Coyne Long (AUS)/Nancye Wynne Bolton (AUS)

## Dobles mixto
Margaret Wilson (AUS)/John Bromwich (AUS)
| Predecesor: 1937                                       | Abierto de Australia 1938 | Sucesor: 1939                         |
| Predecesor: Campeonato nacional de Estados Unidos 1937 | Grand Slam 1938           | Sucesor: Torneo de Roland Garros 1938 |

- Datos: Q2715267